# ネパール国家発展党
ネパール国家発展党（ネパールこっかはってんとう、Nepal Rastriya Bikas Party）は、日系ネパール人実業家・宮原巍が2006年に設立したネパールの政党。ネパール国土開発党（ネパールこくどかいはつとう）とも訳される。
アメリカのニューディール政策にならって公共事業による雇用の創出とインフラ整備を打ち出している。
2008年4月10日のネパール制憲議会選挙で小選挙区に11人、比例代表に42人の候補者を立てたが当選者は出なかった。代表の宮原は2年後、新憲法制定後の総選挙への再挑戦を表明している。

## 注
1. ↑  読売新聞 「ネパール制憲議会選、出馬の日本人男性は落選」 （2008年4月25日朝刊、オンライン版はリンク切れ）
2. ↑  スポニチ 「長野出身の実業家落選／ネパール選挙」 （共同通信社配信記事、2008年4月25日）